# Charadra oligarchia
Charadra oligarchia är en fjärilsart som beskrevs av Dyar 1916. Charadra oligarchia ingår i släktet Charadra och familjen Pantheidae. Inga underarter finns listade i Catalogue of Life.

## Bildgalleri

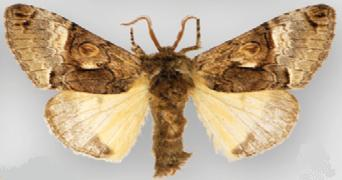
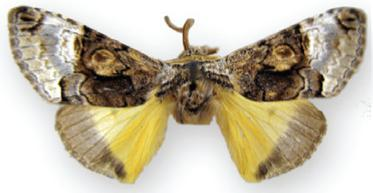